# 호작배 세계여자바둑선수권
호작배 세계여자바둑선수권(중국어: 豪爵杯)은 중국바둑협회, 장먼 시 인민정부, 다창장(大長江) 그룹이 공동 주최하며 격년제로 개최된다. 우승 상금은 9만 위안(한화 약 1천4백만원)이다.

## 역대 우승자
| 회수 | 연도 | 우승       | 전적 | 준우승     |
| ---- | ---- | ---------- | ---- | ---------- |
| 1    | 2002 | 윤영선 2단 | 2-0  | 박지은 3단 |